# Ovidio Fuentes
Ovidio Fuentes  (Avellaneda, 17 de junio de 1929 - Buenos Aires, 19 de abril de 1998) fue un actor argentino de cine, teatro y televisión que alcanzó la popularidad en 1962 cuando interpretó el papel de novio de la hija de la pareja protagónica en el exitoso programa de televisión La familia Falcón.

## Primeros años
Debutó como actor en el cine en 1960 en la película La patota, dirigida por Daniel Tinayre, donde interpretaba uno de los estudiantes de la maestra agredida. El mismo año intervino en Un guapo del 900 dirigido por Leopoldo Torre Nilsson y en Prisioneros de una noche dirigido por David José Kohon. Al año siguiente volvió a filmar con Tinayre en El rufián y con Kohon en Tres veces Ana. 

## Intervención enLa familia Falcón
La popularidad le llegó cuando en 1962 fue llamado por Hugo Moser para intervenir en un programa de televisión titulado La familia Falcón que narraba historias de la vida de una familia de clase media, reeditando en cierta forma a un exitoso programa radial de los años '40 llamado Los Pérez García. Las primeras figuras Pedro Quartucci y Elina Colomer interpretaban al matrimonio, como hijos actuaban Silvia Merlino, Emilio Comte, Alberto Fernández de Rosa y por José Luis Mazza, en tanto Roberto Escalada hacía el papel del tío solterón y Ovidio Fuentes el del novio del personaje de Silvia Merlino. El programa transmitido por Canal 13 duró siete años y medio y difundió extensamente la imagen de sus protagonistas.

## Actividad posterior
Luego de ello Ovidio Fuentes siguió trabajando en varias películas, en muchas de ellas dirigido por Fernando Siro, e hizo teatro y televisión. En el teatro actuó en obras consagradas como El baile, Un guapo del 900, Así es la vida y Narcisa Garay, una mujer para llorar. En televisión además de trabajar en La familia Falcón lo hizo en ciclos de gran popularidad tales como en la comedia de historias cotidianas, Comedias de una gran ciudad junto a Gilda Lousek, Matrimonios y algo más, Los Campanelli, Muchacha italiana viene a casarse (1969), Rolando Rivas, taxista (1972) donde interpretaba el personaje de Fana, Para todos (1977), Andrea Celeste (1979) en el personaje de Echagüe, Señorita Andrea (1980), Quiero gritar tu nombre (1981), las comedias de Dario Vittori (1989), Poliladron (1995) y Como pan caliente (1996). 
Se había casado en diciembre de 1965 con Lydia Ana Kopithco, con quien tuvo dos hijos: Fernando Martín y Hugo Julián.
Falleció de un paro cardíaco en Buenos Aires el 19 de abril de 1998.

## Filmografía
- Esto es vida (no estrenada comercialmente - 1982) (dir. Fernando Siro).
- Te rompo el rating (1981) (dir. Hugo Sofovich).
- Rosa de lejos (1980) (dir. María Herminia Avellaneda).
- Departamento compartido (1980) (dir. Hugo Sofovich).
- El divorcio está de moda (de común acuerdo) (1978) (dir. Fernando Siro).
- Allá donde muere el viento (inédita - 1976) (dir. Fernando Siro).
- En el gran circo (1974) (dir. Fernando Siro).
- Crimen en el hotel alojamiento (1974) (dir. Leo Fleider).
- Si se calla el cantor (1973) (dir. Enrique Dawi).
- El mundo que inventamos (1973) (dir. Fernando Siro).
- Titanes en el ring (1973) (dir. Leo Fleider).
- Autocine mon amour (1972) (dir. Fernando Siro).
- Me enamoré sin darme cuenta (1972) (dir. Fernando Siro).
- Un guapo del 900 (1971) (dir. Lautaro Murúa).
- Los inocentes (1963) (dir. Juan Antonio Bardem).
- La familia Falcón (1963) (dir. Román Viñoly Barreto).
- Bajo un mismo rostro (1962) (dir. Daniel Tinayre).
- Hombre de la esquina rosada (1962) (dir. René Mugica).
- Tres vces Ana (1961) (dir. David José Kohon).
- El rufián (1961) (dir. Daniel Tinayre).
- Prisioneros de una noche (1960) (dir. David José Kohon).
- Un guapo del 900 (1960) (dir. Leopoldo Torre Nilsson).
- La patota (1960) (dir. Daniel Tinayre).

## Televisión
- La bonita pagina (1990). Ep. La que nunca tuvo novio.
- Teatro como en el teatro (1963). Ep. Había sido Juancito.